# Popularisierung
Von Popularisierung spricht man im Allgemeinen, wenn bestimmte Themen – z. B. aus Kultur, Wissenschaft, religiösen, gesellschaftlichen oder politischen Denkrichtungen – in der Gesellschaft (dem Volk, lateinisch populus, beachte auch den französischen Begriff Populace, zu deutsch Pöbel oder Mob) an Bekanntheit und Zustimmung gewinnen.
Dies setzt ein Medium (etwa Fachliteratur) voraus, welches in der Alltagssprache häufig mit dem Kommunikationsmittel gleichgesetzt wird.
In anderem Zusammenhang wurde mit Popularisieren auch gemeint, dem Volke etwas verständlich zu machen. Lange vor dem Begriff des Populismus in der Politik sprach man in den Wissenschaften schon von Popularphilosophie. Sie pflegte ab der Aufklärung im 18. Jahrhundert die Darlegung philosophischer Probleme in gemein fasslicher Form. Vertreter waren z. B. Christian Garve, Johann Jakob Engel, Johann Georg Sulzer, Thomas Abbt oder Moses Mendelssohn.